# تطور النهد المبكر
بلوغ الثدي المبكر هي حالة طبية تتميز بتطور الثدي المبكر عند الأطفال البنات، من دون وجود أي علامات بلوغ أخرى. تصيب هذه الحالة الأطفال ما دون عمر الثمان سنوات، مع أعلى حدوث عند البنات ما دون الثانية.
بلوغ الثدي المبكر هي حالة نادرة جداً، إذ تصيب 2.2-4.7٪ من البنات ما دون الثانية (0-2 سنة). سبب هذه الحالة مبهم إلى الوقت الراهن، لكنها ممكن أن تتأثر بالعوامل الجينية، الفيسيولوجية، والحمى الغذائية.

## علامات بلوغ الثدي المبكر
تضخم الثدي قبل حدوث البلوغ عند البنات. هذا النوع من التضخم ناجم عن زيادة في نسيج الثدي. بلوغ الثدي المبكر يحدث للبنات ما دون الثامنة، وغالباً عند البنات ما دون الثانية. تضخم الثدي يصيب كلا الثديين، ولكن في بعض الحالات قد يصيب ثدي واحد دون الآخر. 

### أعراض ثانوية
هرمون الإستروجين ينجم عن ازدياد عمر العظم ونمو العظم في بعض المناطق. لكن هذه الأعراض الثانوية نادرة جداً إذ أن عمر العظم يختلف عن العمر الحقيقي للعظم بعدة أشهر فقط، وسرعة النمو تبطأ لكن ليس بشكل ملحوظ. 